# Wilfried Feichtinger

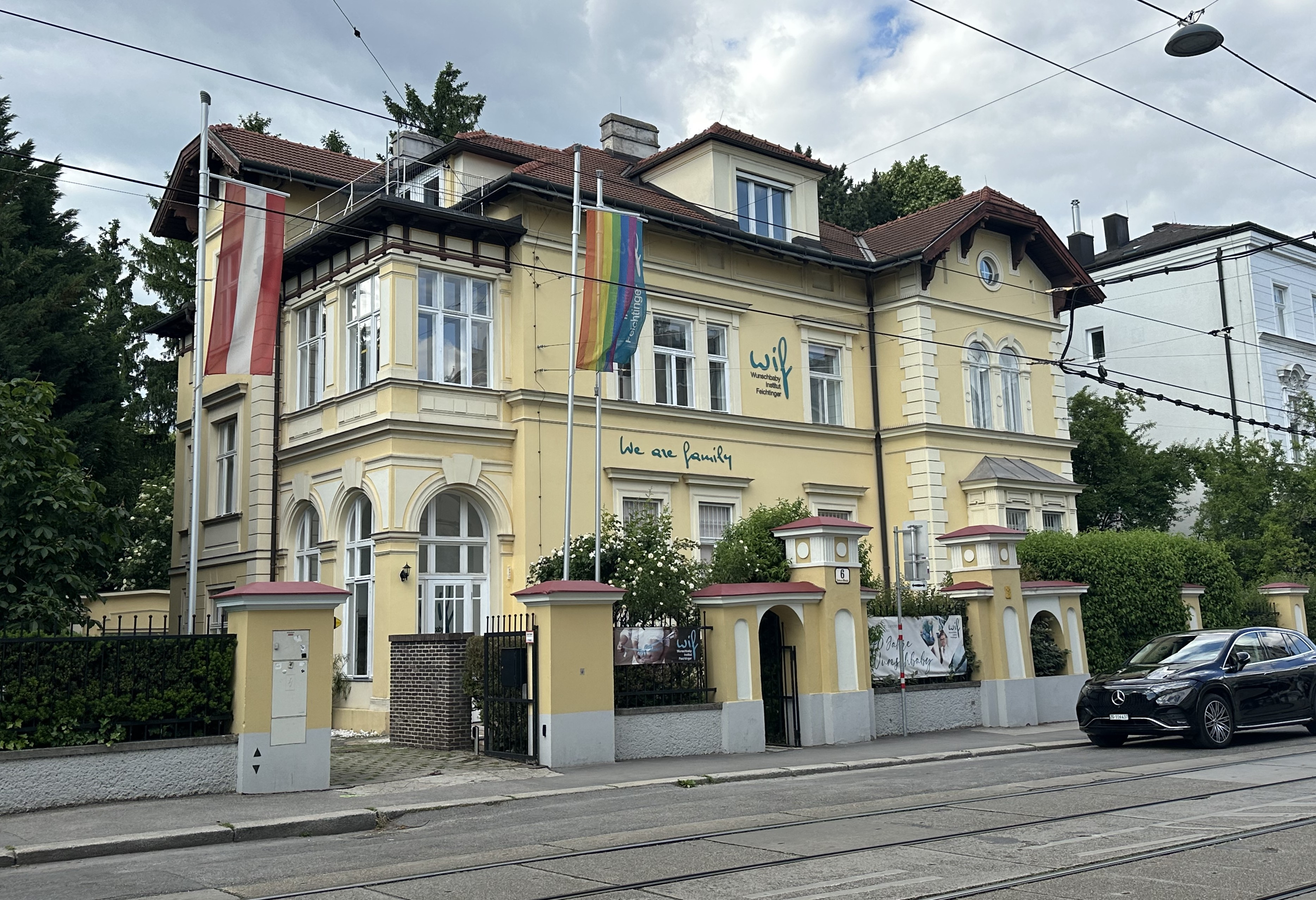
Wunschbaby Institut Feichtinger in Wien-Hietzing, Lainzerstraße 6

Wilfried Waldemar Feichtinger (* 19. Oktober 1950 in Wien-Döbling; † 3. Juni 2021 in Perchtoldsdorf) war ein österreichischer Gynäkologe und Reproduktionsmediziner, der sich auf künstliche Befruchtung spezialisiert hatte. Ab 1977 war er an der 2. Universitäts-Frauenklinik in Wien tätig und initiierte dort den Aufbau eines Programms für In-vitro-Fertilisation (IVF) nach dem Vorbild von Robert Edwards und Patrick Steptoe. 1982 gründete er gemeinsam mit Peter Kemeter eine der ersten ambulanten Einrichtungen für IVF-Behandlungen. Von 1984 bis 2018 leitete er das Institut für Sterilitätsbetreuung, das unter verschiedenen Namen firmierte und seit etwa 2013 als Wunschbaby Institut Feichtinger (WIF) bekannt ist. Seit 2018 wird es von seinem Sohn Michael Feichtinger geleitet.
Feichtinger zählte zu den ersten Ärzten im deutschsprachigen Raum, die IVF-Behandlungen erfolgreich durchführten, und prägte die Reproduktionsmedizin in Österreich maßgeblich.

## Herkunft und Ausbildung
Wilfried Feichtinger wurde am 19. Oktober 1950 im 19. Wiener Gemeindebezirk geboren. Er war Sohn einer aus Russland emigrierten Mutter und eines Vaters aus Mistelbach in Niederösterreich. Sein Vater, Friedrich Feichtinger, studierte Welthandel und arbeitete als Buchhalter.
In seiner Kindheit war seine russische Großmutter seine wichtigste Bezugsperson, von der er Russisch sprechen, lesen und schreiben lernte. Er wuchs zweisprachig auf und besuchte von 1957 bis 1961 die Volksschule in der Leopoldstadt. Anschließend besuchte er von 1961 bis 1969 das Gymnasium Hagenmüllergasse im 3. Wiener Gemeindebezirk, wo er am 10. Juni 1969 maturierte.
Im Herbst 1969 begann er ein Medizinstudium an der Universität Wien, das er am 16. Mai 1975 mit der Promotion zum Doktor der gesamten Heilkunde abschloss. Anschließend arbeitete er von 1975 bis 1977 als Turnusarzt im Krankenhaus Baden.

## Medizinische Laufbahn

### Zweite Universitäts-Frauenklinik (1977–1983)

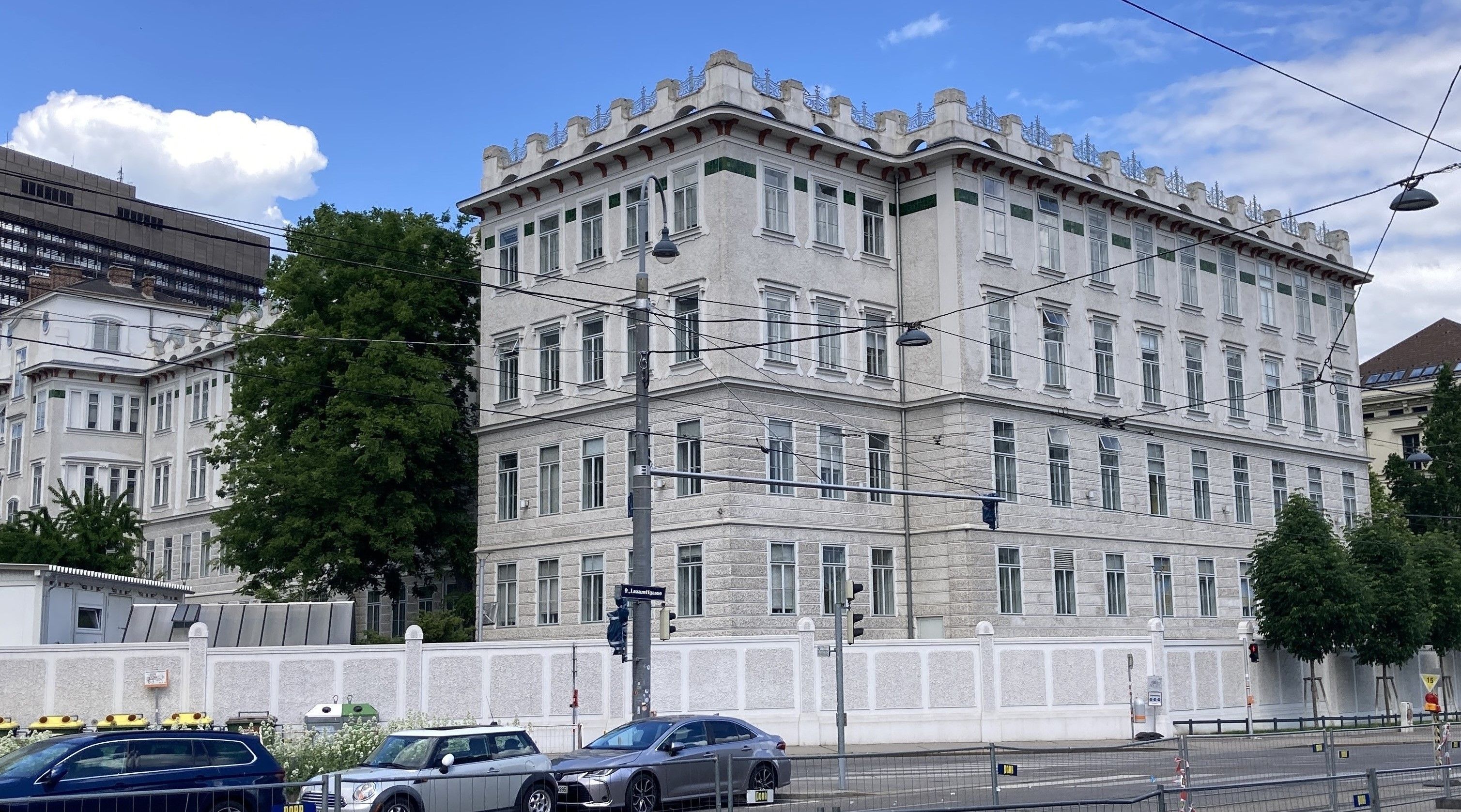
2. Universitäts-Frauenklinik („Wertheim-Klinik“) – Spitalgasse 23, Alsergrund

#### Facharztausbildung
Nach seiner Tätigkeit im Krankenhaus Baden begann Wilfried Feichtinger im September 1977 seine Facharztausbildung zum Gynäkologen an der 2. Universitäts-Frauenklinik (2. UFK) am Allgemeinen Krankenhaus (AKH) Wien unter Hugo Husslein. Dieser hatte die Klinik von 1964 bis 1979 geleitet und ab etwa 1970 die Fortpflanzungsmedizin zu einem zentralen Forschungsschwerpunkt gemacht. Nach Hussleins Emeritierung im Jahr 1979 setzte Feichtinger seine Ausbildung zunächst unter Alfred Kratochwil und später unter Herbert Janisch fort.
Ein zentraler Bestandteil seiner Ausbildung war die turnusmäßige Mitarbeit in der Hormon- und Sterilitäts-Ambulanz, die von den Oberärzten Florian Friedrich und Peter Kemeter geleitet wurde.

#### Aufbau des IVF-Programms (1979–1983)
Im Jänner 1979 reiste Feichtinger, damals Universitätsassistent an der 2. UFK, zu einem Vortrag nach London, bei dem über die erste erfolgreiche In-vitro-Fertilisation (IVF) berichtet wurde.
Am 25. Juli 1978 gelang den britischen Wissenschaftern Patrick Steptoe und Robert Edwards mit der Geburt von Louise Joy Brown erstmals eine Befruchtung außerhalb des Körpers (in vitro), auch In-vitro-Fertilisation genannt – ein medizinischer Meilenstein. Dabei wurden im natürlichen Zyklus Eizellen kurz vor dem Eisprung aus dem Eierstock entnommen, im Labor mit Samenzellen befruchtet und der entstandene Embryo anschließend in die Gebärmutter übertragen. In den Folgejahren wurde das Verfahren durch die hormonelle Stimulation der Eierstöcke (ovarielle Stimulation) weiterentwickelt, um mehrere Eizellen gleichzeitig zu gewinnen und die Erfolgsraten der IVF zu erhöhen. Der Erfolg von Steptoe und Edwards löste international – auch in Österreich – eine neue Forschungsdynamik in der Reproduktionsmedizin aus.
Zurück in Wien erhielt Feichtinger von Klinikleiter Hugo Husslein die Zustimmung, beim Forschungsförderungsfonds (FFF) einen Antrag zum Aufbau eines IVF-Programms nach britischem Vorbild zu stellen. Mit den bewilligten Mitteln stellte er ein eigenes Team zusammen, das er bis 1982 leitete.
In dieser Zeit verlagerte er seinen wissenschaftlichen Schwerpunkt auf die IVF, den Embryotransfer und die hormonelle Zyklussteuerung (gynäkologische Endokrinologie).
Im April 1983 verließ Feichtinger die 2. UFK, nachdem andere Kollegen mit der Fortführung des IVF-Programms betraut worden waren.

#### Erste IVF-Geburt in Österreich (1982)
Bereits 1980 gelang dem Team der 2. Universitäts-Frauenklinik – bestehend aus Alfred Kratochwil, Adolf Beck, Wilfried Feichtinger, Stefan Szalay und Peter Kemeter – die erste IVF-Schwangerschaft in Österreich, die jedoch in der achten Woche mit einer Fehlgeburt endete. Ein zweiwöchiger Studienaufenthalt von Feichtinger und Szalay beim IVF-Pionier Alex Lopata in Melbourne im Oktober desselben Jahres führte schließlich zum ersten erfolgreichen Embryotransfer.
Am 22. Oktober 1981 führten Feichtinger, Kemeter und Szalay an der 2. UFK die erste erfolgreiche IVF-Behandlung Österreichs durch. Am 5. August 1982 wurde daraufhin Zlatan Jovanovic geboren – das erste in Österreich durch IVF gezeugte Kind. Damit war Österreich das sechste Land weltweit, in dem eine Geburt durch dieses Verfahren gelang.
Feichtinger rückblickend über diese Anfangszeit der IVF:

„Wenn ich mir etwas in den Kopf setze, schaffe ich es auch. Zurück in Wien erhielt ich die Zustimmung, alle notwendigen Schritte einzuleiten, um an der 2. Frauenklinik dieses Projekt zu starten. Damals waren die Informationen noch sehr spärlich, die medizinische Industrie war noch nicht auf die Herstellung der notwendigen Materialien eingestellt und wir mussten uns sehr viel selbst zusammenstellen. So ist es nicht verwunderlich, dass wir im ersten Jahr noch keinen Erfolg hatten. Die erste Schwangerschaft 1980 ging leider durch eine Fehlgeburt zugrunde und erst 1981 kam der große Durchbruch. Nach kurzen Studienaufenthalten in England und Australien, wo ich mir gemeinsam mit meinen Kollegen Dr. Kemeter, Dr. Szalay und Dr. Beck die letzten Details abschauen konnte, gelangen uns die ersten erfolgreichen Schwangerschaften in Serie.“

#### Erste IVF-Zwillinge in Europa (1982)
Nur wenige Monate später, am 10. November 1982, kamen im Wiener Rudolfinerhaus die ersten durch IVF geborenen Zwillinge Österreichs – und zugleich Europas – zur Welt: zwei gesunde Mädchen. Die Geburt wurde erneut von Kemeter, Feichtinger und Szalay betreut.
Seitdem war Feichtinger sowohl in der Forschung als auch in der klinischen Betreuung von Patientinnen aktiv.

### Ambulante IVF-Praxis Hadikgasse (1982–1984)

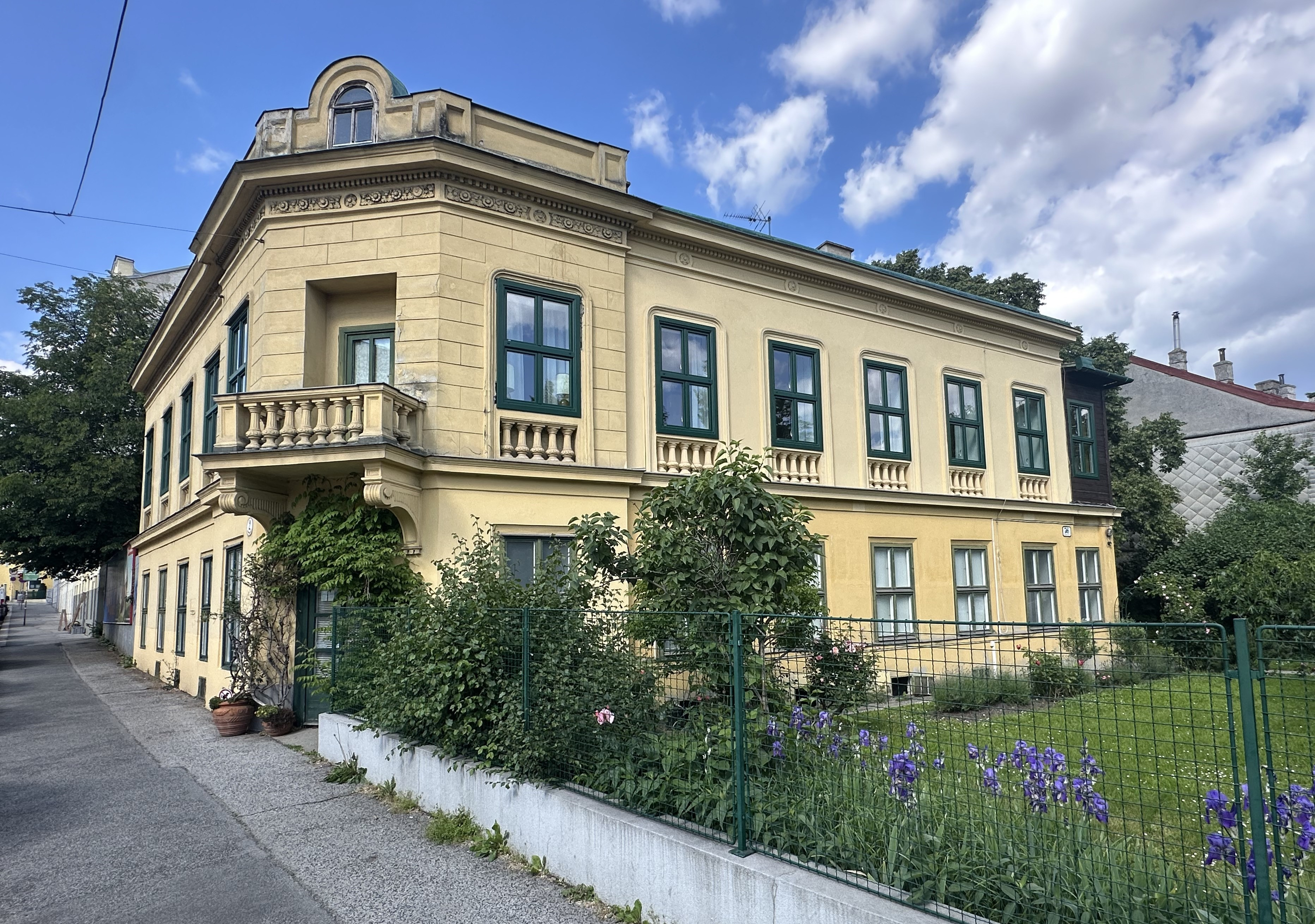
Ehemalige ambulante IVF-Praxis, 1. Stock rechts – Hadikgasse 76, Penzing

Nach den ersten erfolgreichen IVF-Geburten gründeten Wilfried Feichtinger und Peter Kemeter am 25. November 1982 in der Hadikgasse 76 im 14. Wiener Gemeindebezirk (Penzing) die Arbeitsgemeinschaft (ARGE) Extrakorporale Fertilisierung und Sterilitätsdiagnostik. Laut eigenen Angaben handelte es sich dabei um die weltweit erste ambulante IVF-Praxis.

#### Erster IVF-Weltkongress in Wien (1983)
Vom 22. bis 24. Juni 1983 fand in der Wiener Hofburg der erste internationale Kongress zur In-vitro-Fertilisation statt. Die von Wilfried Feichtinger und Peter Kemeter organisierte Tagung zog rund 360 Fachteilnehmer aus dem In- und Ausland an. Neben Fachvorträgen sowie ethischen und rechtlichen Diskussionen umfasste das Programm auch ein praktisches Seminar mit 80 Teilnehmenden und zehn Kinderwunschpaaren im Rudolfinerhaus in Wien-Döbling.

#### Herkunft der ersten IVF-Patientinnen Feichtinger-Kemeter (1982–1984)
Die frühen Behandlungserfolge der Wiener IVF-Praxis sorgten rasch für internationale Aufmerksamkeit. Zahlreiche Zeitungen und Fachzeitschriften aus dem In- und Ausland berichteten darüber, was zu einem starken Zustrom ausländischer Patientinnen führte – vor allem aus Deutschland, Israel, Italien, den Niederlanden, Griechenland, Frankreich und der Schweiz. Der Standort in der Hadikgasse 76 stieß dadurch bald an seine Kapazitätsgrenzen.
Von den ersten 200 Patientinnen, die zwischen 1982 und 1984 in der Gemeinschaftspraxis von Feichtinger und Kemeter in der Hadikgasse 76 behandelt wurden, stammten 105 aus Österreich, 95 aus dem Ausland.
| Herkunftsland        | Anzahl Patientinnen |
| -------------------- | ------------------- |
| Österreich           | 105                 |
| Deutschland          | 51                  |
| Israel               | 11                  |
| Italien              | 8                   |
| Niederlande          | 6                   |
| Griechenland         | 5                   |
| Frankreich           | 4                   |
| Schweiz              | 2                   |
| Äthiopien            | 2                   |
| USA                  | 1                   |
| Nigeria (Westafrika) | 1                   |
| Finnland             | 1                   |
| Spanien              | 1                   |
| Jugoslawien          | 1                   |
| Kanada               | 1                   |
| Gesamt               | 200                 |

### Institut Trauttmansdorffgasse (1984–1999)

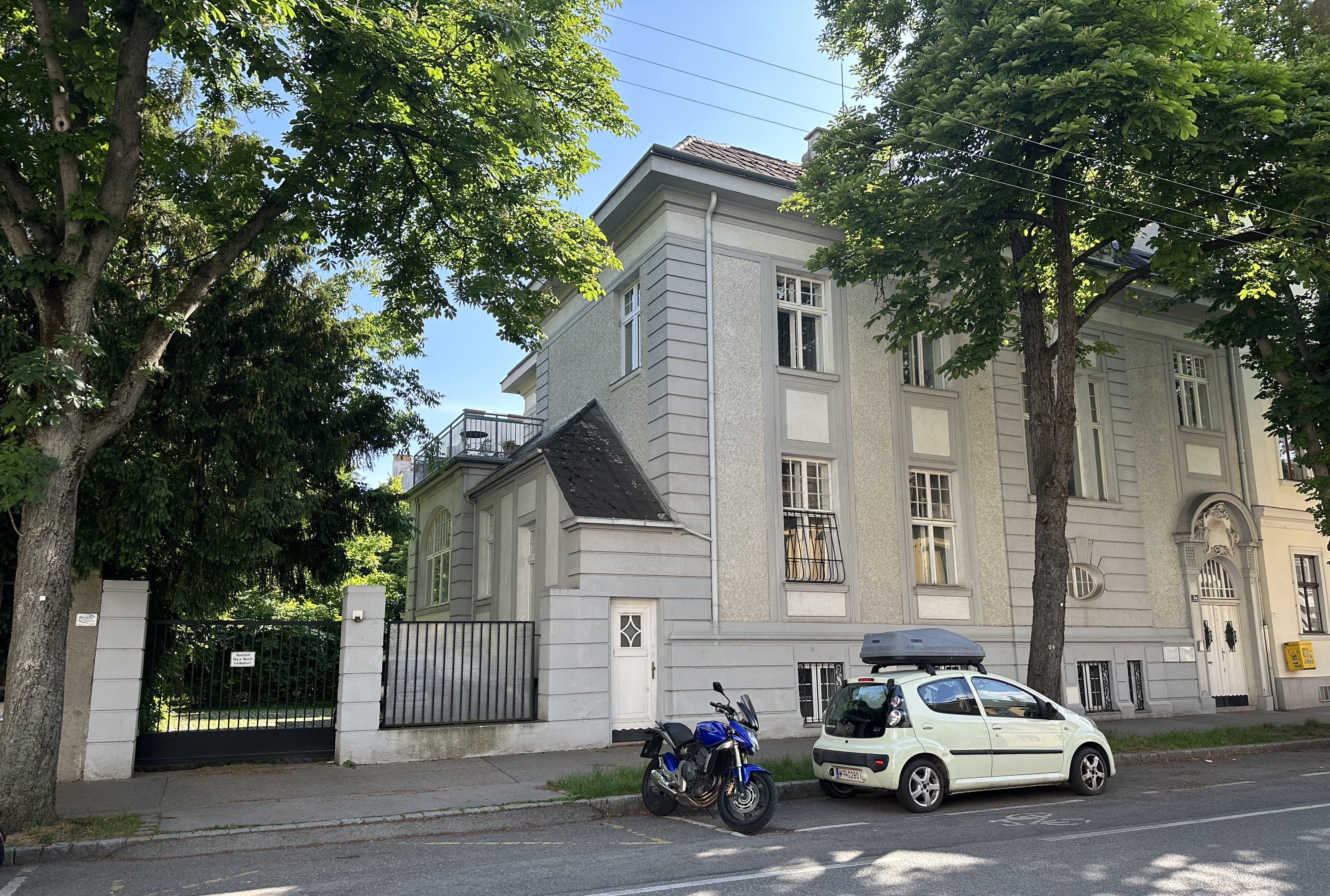
Institut für Sterilitätsbetreuung – Trauttmansdorffgasse 3A, Hietzing

Am 29. Dezember 1984 gründeten Wilfried Feichtinger und Peter Kemeter eine Offene Handelsgesellschaft (OHG) unter dem Namen Dr. Feichtinger & Dr. Kemeter, Institut für Endokrinologie der Fortpflanzung und In-vitro-Fertilisierung. Später firmierte sie als Dr. Feichtinger & Dr. Kemeter, Institut für Sterilitätsbetreuung. Die Praxis übersiedelte in eine nahegelegene Villa in der Trauttmansdorffgasse 3A im Zentrum des 13. Wiener Gemeindebezirks (Ortsteil Alt-Hietzing).
In den folgenden Jahren wechselten sie sich bei der Betreuung ihrer Patientinnen wöchentlich ab.

„Deshalb beschlossen wir bald, uns die Arbeit aufzuteilen und wechselten uns von da an, was die gesamte IVF-Behandlung betrifft, wöchentlich ab. So hatte jeder von uns jede zweite Woche frei für andere Tätigkeiten, z.B. für wissenschaftliche Arbeiten. Dieses System hat dann bis zum Schluß ausgezeichnet funktioniert.“

Gleichzeitig entwickelte sich das Institut zu einer international anerkannten Lehr- und Forschungsstätte der Reproduktionsmedizin, die regelmäßig Studierende und Fachleute aus IVF-Zentren weltweit anzog.

#### Habilitation in Reproduktionsmedizin (1986)
Im Jahr 1986 habilitierte sich Wilfried Feichtinger im Fach Reproduktionsmedizin. Das Verfahren gestaltete sich jedoch schwierig, da er nicht mehr an der Universität Wien tätig war und die Vorstände der beiden zuständigen Universitäts-Frauenkliniken ihm ablehnend gegenüberstanden. Besonders Eduard Gitsch, Vorstand der 1. Universitäts-Frauenklinik (1. UFK), bezweifelte die eigenständige wissenschaftliche Bedeutung der In-vitro-Fertilisation. Die Habilitation wurde zunächst abgelehnt. Nach einem zweiten Verfahren, unterstützt von positiven Gutachten internationaler IVF-Pioniere wie des späteren Nobelpreisträgers Robert Edwards, wurde sie schließlich am 7. Oktober 1986 angenommen.
Im Jänner 1991 schied Peter Kemeter (vorerst) aus dem gemeinsamen Institut für Sterilitätsbetreuung in der Trauttmansdorffgasse aus und gründete in der Hadikgasse 82 in Penzing ein eigenes Kinderwunsch-Institut. Feichtinger leitete das Institut fortan allein und war dort bis Ende 1999 tätig.
Liste der IVF-Institute in Wien unter der Leitung von Wilfried Feichtinger.
| Zeitraum   | Adresse                                        | Leitung                                            | Institutsbezeichnung                                                                                                  |
| ---------- | ---------------------------------------------- | -------------------------------------------------- | --- |
| 1982–1984  | Hadikgasse 76, 14. Bezirk (Penzing)            | Feichtinger & Kemeter                              | ARGE „Extrakorporale Fertilisierung und Sterilitätsdiagnostik“                                                        |
| 1984–1990  | Trauttmansdorffgasse 3A, 13. Bezirk (Hietzing) | Feichtinger & Kemeter                              | Institut für Endokrinologie der Fortpflanzung und In-vitro-Fertilisierung (später: Institut für Sterilitätsbetreuung) |
| 1991–1999  | Trauttmansdorffgasse 3A, 13. Bezirk (Hietzing) | Feichtinger                                        | Institut für Sterilitätsbetreuung                                                                                     |
| 2000–heute | Lainzer Straße 6, 13. Bezirk (Hietzing)        | Feichtinger (bis 2018), danach Michael Feichtinger | Wunschbaby-Zentrum, Institut für Kinderwunsch (ab ca. 2013: Wunschbaby Institut Feichtinger – WIF)                    |

### Wunschbaby Institut Feichtinger (ab 2000)

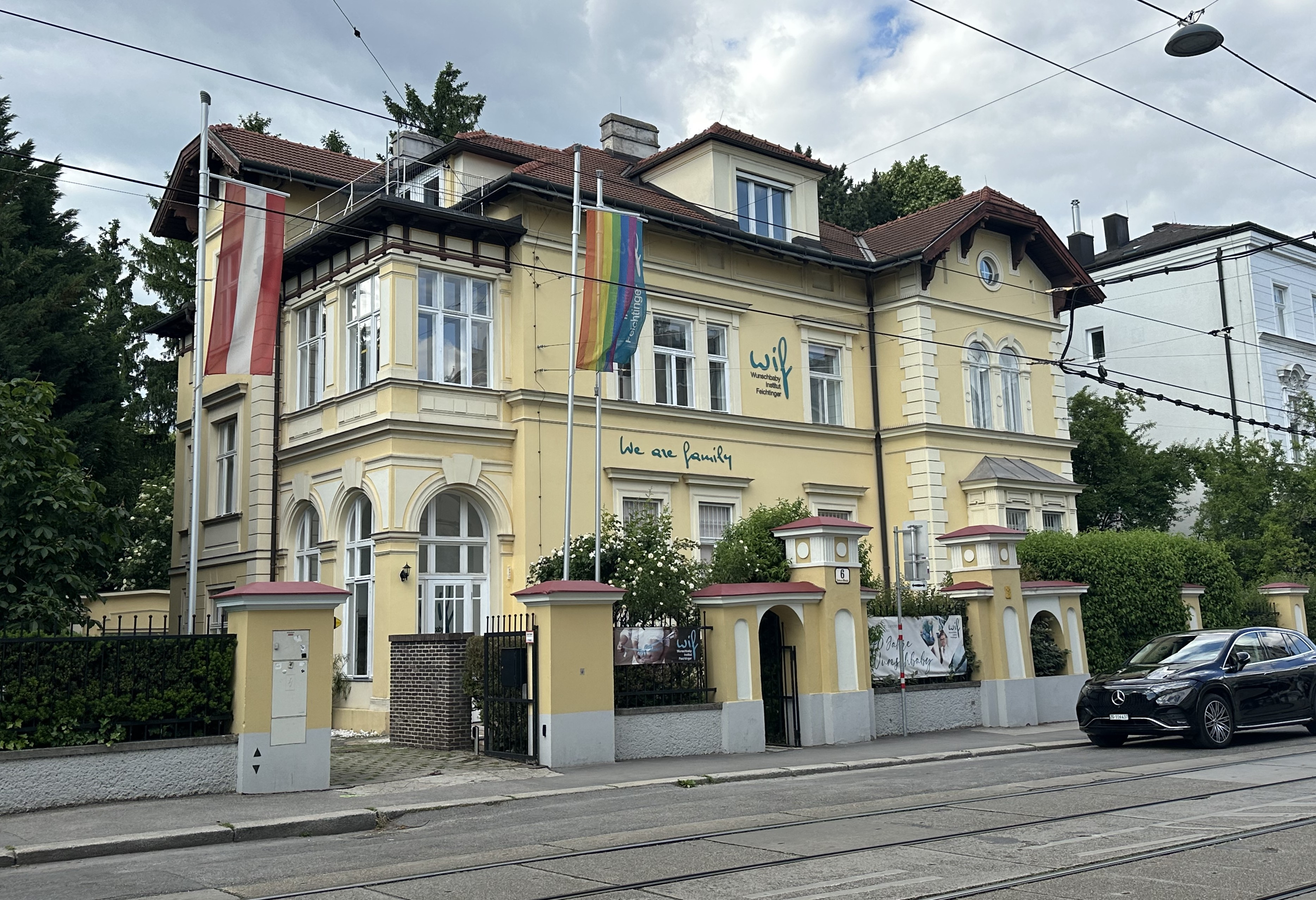
Wunschbaby Institut Feichtinger Wien – seit 2000 in der Lainzerstraße 6

Am 22. Februar 2000 übersiedelte das Institut, nach Erhalt der behördlichen Bewilligung durch die Stadt Wien, an seinen heutigen Standort in der Lainzer Straße 6 im 13. Wiener Gemeindebezirk (Hietzing).
Im Jahr 2001 antwortete Feichtinger in einem Interview, dass durch die Tätigkeit seines Instituts und seines Teams – damals noch an der Universitäts-Frauenklinik – sicher schon über 3000 Kinder durch künstliche Befruchtung gezeugt worden seien.
2002 erfolgte die Umbenennung des Instituts für Sterilitätsbetreuung in Wunschbaby-Zentrum, Institut für Kinderwunsch, da der Begriff „Sterilität“ häufig irrtümlich mit „Sterilisation“ assoziiert wurde – einem medizinischen Eingriff zur absichtlichen Unfruchtbarmachung durch operative Durchtrennung der Eileiter bzw. Samenleiter.
2008 kehrte Peter Kemeter zurück und übernahm die Leitung der Abteilung für Samenspende am Wunschbaby-Zentrum. In diesem Zusammenhang wurde die Samenbank wirtschaftlich ausgegliedert und an die Vorgaben des Fortpflanzungsmedizingesetzes (FMedG) angepasst.
Etwa im Jahr 2013 erhielt das Institut seinen heutigen Namen Wunschbaby Institut Feichtinger (WIF).
Im Sommer 2017 ging das Institut eine Kooperation mit der neu gegründeten IVF-Klinik Kinderwunsch im Zentrum in Tulln an der Donau ein und erwarb 30 % der Anteile an der betreibenden Kinderwunsch im Zentrum GmbH, die von Kathrin und Michael Sator geleitet wird.
Im Mai 2018 übergab Wilfried Feichtinger die Leitung des Instituts an seinen Sohn Michael Feichtinger.

#### Eröffnung zweiter Standort (2018)

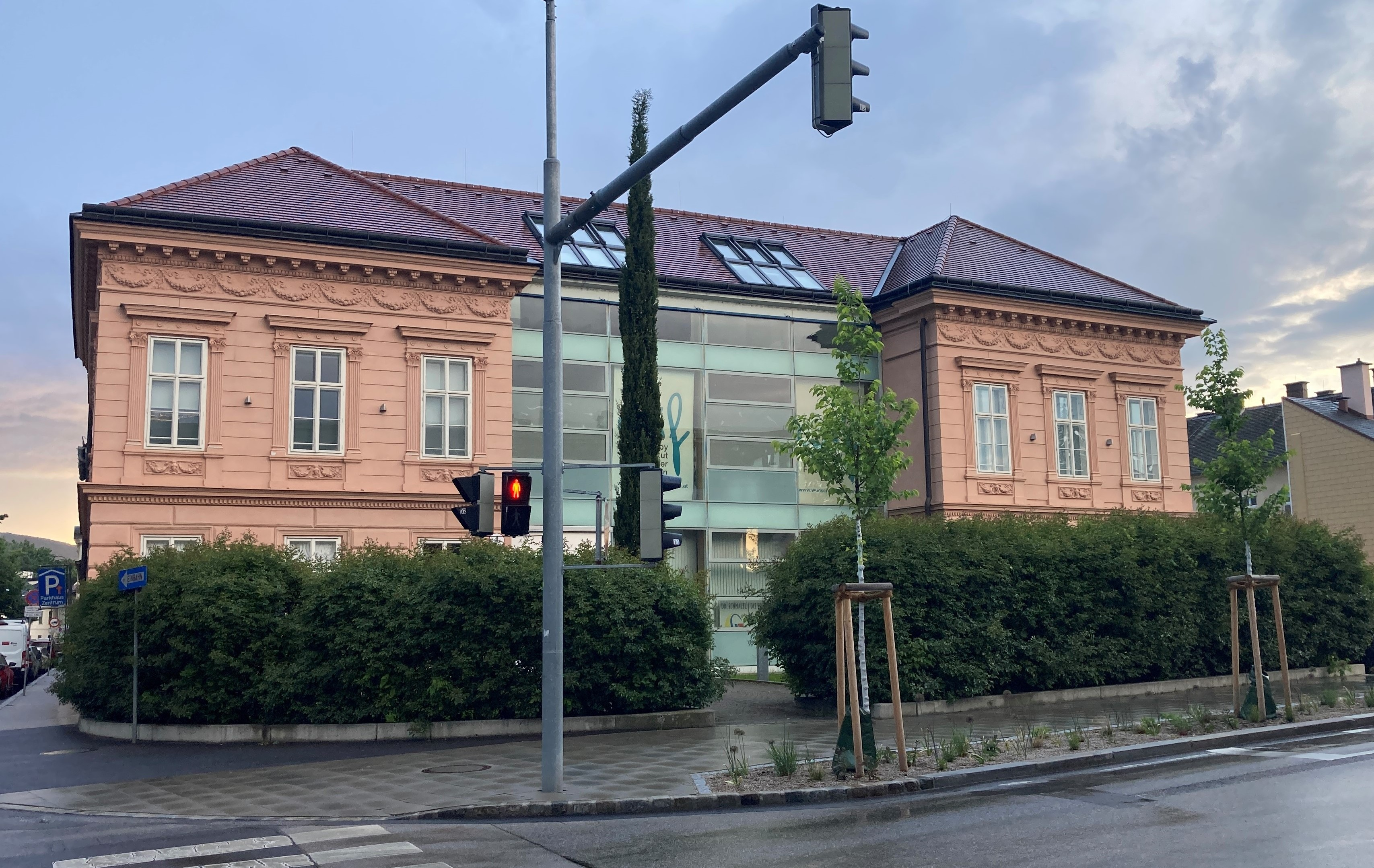
Wunschbaby Institut Feichtinger Niederösterreich – Roseggerstraße 4, Baden bei Wien

Im Juli 2018 eröffnete das Wunschbaby Institut Feichtinger einen zweiten Standort in der Roseggerstraße 4 in Baden bei Wien: das Wunschbaby Institut Feichtinger Niederösterreich.
Seit Jänner 2025 wird dieser Standort von Alexander Just geleitet. Kurz darauf eröffnete er in seiner Praxis in St. Pölten den Wunschbaby Hub St. Pölten – eine regionale Außenstelle zur Betreuung von Paaren mit unerfülltem Kinderwunsch.
Am 15. Mai 2025 wurde das modernisierte Wunschbaby Institut Feichtinger am Standort Wien feierlich wiedereröffnet. Im Rahmen der Veranstaltung wurde auch das erweiterte und neu ausgestattete Genetiklabor vorgestellt.

## Wissenschaftliche Arbeit und Forschungserfolge

### Transvaginale Follikelpunktion (ab 1984)
Im Jahr 1984 entwickelten Wilfried Feichtinger und Peter Kemeter gemeinsam mit der oberösterreichischen Firma Kretztechnik AG  einen Prototyp eines Ultraschallgeräts, das erstmals eine ultraschallgesteuerte transvaginale Follikel-Punktion zur Eizellenentnahme ermöglichte. Damit konnten die Eizellen durch die Scheide entnommen werden – ein entscheidender Fortschritt gegenüber dem bis dahin üblichen chirurgischen Eingriff durch die Bauchdecke mittels Laparoskopie (Bauchspiegelung). Das Verfahren machte die IVF erstmals ambulant möglich, ohne stationären Aufenthalt. Die Methode setzte sich rasch international durch und wurde zum Standardverfahren in der Reproduktionsmedizin.
Bei der transvaginalen Follikelpunktion wird unter Ultraschallkontrolle eine dünne Hohlnadel (Kanüle) durch die Scheidenwand in den Eierstock eingeführt. Dabei wird die Follikelflüssigkeit aus den Eibläschen (Follikeln) abgesaugt, um die darin enthaltenen Eizellen für die künstliche Befruchtung (IVF) zu gewinnen. Der Eingriff erfolgt in der Regel unter Sedierung oder Vollnarkose und wird von den meisten Patientinnen gut vertragen.

### Erste Schwangerschaft nach Eizellspende (1984)
Bereits im Jahr 1984 führten Wilfried Feichtinger und Peter Kemeter die erste erfolgreiche Schwangerschaft nach einer Eizellspende im deutschsprachigen Raum durch. Am 11. April 1986 berichtete die Medical Tribune über die Behandlung einer Patientin, der zuvor beide Eierstöcke entfernt worden waren (Ovarektomie). Da ihre Gebärmutter erhalten geblieben war, konnte ihr im Rahmen einer IVF eine von einer anderen Patientin gespendete, befruchtete Eizelle erfolgreich übertragen werden. Peter Kemeter stellte den Fall bei einer gynäkologischen Fortbildungsveranstaltung an der Frauenklinik in München vor, an der über 200 Fachärzte teilnahmen.

#### Rechtliche Entwicklung der Eizellspende in Österreich
Zum Zeitpunkt dieser ersten Eizellspende war die Methode in Österreich gesetzlich nicht geregelt. Erst mit dem Inkrafttreten des Fortpflanzungsmedizingesetzes (FMedG) im Jahr 1992 wurde sie ausdrücklich verboten (§ 3 FMedG). Während dieses Verbots (1992–2015) ließen zahlreiche Paare entsprechende Behandlungen im Ausland durchführen, etwa in Tschechien oder Spanien. Das Fortpflanzungsmedizinrechts-Änderungsgesetz (FMedRÄG) von 2015 erlaubte die Eizellspende schließlich unter klar definierten Voraussetzungen (§ 3 Abs. 3 FMedG).

### Erste Geburt nach Embryonenkryokonservierung (1986)
Im selben Jahr gelang Feichtinger und Kemeter in Österreich die erste Geburt eines Kindes aus einem zuvor eingefrorenen Embryo. Die Kryokonservierung – das Einfrieren und spätere Auftauen von Embryonen – ermöglichte es, nicht unmittelbar verwendete Embryonen für spätere Transfers aufzubewahren. Dieses Verfahren zählt heute zum Standard in der Reproduktionsmedizin.
Seit einigen Jahren wird vermehrt die sogenannte Vitrifikation eingesetzt – ein ultraschnelles Gefrierverfahren, bei dem das Zellmaterial in flüssigen Stickstoff (−196 °C) getaucht wird. Dabei bilden sich keine Eiskristalle, sondern die Eizelle wird in einen glasartigen (amorphen) Zustand überführt. Alle physikalischen Prozesse werden dadurch angehalten, und die Zelle kann über Jahrzehnte sicher gelagert werden. Die Einführung der Vitrifikation hat die Zellüberlebensrate deutlich erhöht und die Effizienz der Kryokonservierung verbessert.

#### Rechtliche Entwicklung der Kryokonservierung in Österreich
Die Kryokonservierung wird heute vielfältig eingesetzt, etwa zur Fruchtbarkeitserhaltung vor medizinischen Eingriffen (Medical Freezing) oder zur vorsorglichen Konservierung unbefruchteter Eizellen („Social Freezing“). In Österreich ist jedoch ausschließlich das sogenannte Medical Freezing – also die Konservierung aus medizinischer Indikation – gesetzlich erlaubt.
Zum Zeitpunkt der ersten erfolgreichen Kryokonservierung von Embryonen gab es in Österreich noch keine gesetzliche Grundlage für deren Lagerung. Erst mit dem Fortpflanzungsmedizingesetz von 1992 wurde die Aufbewahrung sogenannter „entwicklungsfähiger Zellen“ gesetzlich geregelt und auf ein Jahr begrenzt (§ 17 FMedG). Mit der Novelle des FMedG im Jahr 2004 wurde die Kryokonservierung auch bei medizinischer Indikation – etwa vor einer Chemo- oder Strahlentherapie – ausdrücklich erlaubt und die maximale Aufbewahrungsdauer auf zehn Jahre verlängert (§ 17 Abs. 1 FMedG).
Social Freezing, also die vorsorgliche Konservierung unbefruchteter Eizellen ohne medizinischen Grund, ist in Österreich weiterhin nicht zulässig.

### Lasergestützte „Schlüpfhilfe“ (1990)
1990 führte Wilfried Feichtinger die lasergestützte „Schlüpfhilfe“ (Assisted Hatching) ein. Dabei wird die äußere Hülle des Embryos, die Zona pellucida, mithilfe eines speziell entwickelten Erbium-YAG-Lasers angeritzt. Dieser Laser arbeitet im Infrarotbereich und eignet sich besonders gut für präzise und gewebeschonende Eingriffe. Das Verfahren erleichtert die Einnistung des Embryos in die Gebärmutterschleimhaut, meist im Blastozystenstadium. Das dazugehörige Lasergerät wurde von Feichtinger gemeinsam mit der Firma LISA Laser entwickelt und stellte einen wichtigen Fortschritt in der Reproduktionsmedizin dar.

### Weiterentwicklung Ultraschallverfahren (2000)
Im Jahr 2000 entwickelte Feichtinger das Ultraschallverfahren weiter, sodass erstmals eine Live-3D-Darstellung reifer Eizellen möglich wurde.

### Erste Präimplantationsdiagnostik in Österreich (2005)
Im Juli 2005 gelang Feichtinger gemeinsam mit dem Genetiker Markus Hengstschläger die erste erfolgreiche Präimplantationsdiagnostik (PID) in Österreich. Dabei kam ein von Feichtinger mitentwickelter Laser zum Einsatz, mit dem der Polkörper der Eizelle abgetrennt und auf mögliche Gendefekte untersucht wurde. Bei dieser sogenannten Polkörperdiagnostik wird ausschließlich die mütterliche Erbinformation analysiert – also jene Teile des Genoms, die bei der Befruchtung im Polkörper verbleiben. Die Methode wird im Rahmen einer intrazytoplasmatischen Spermieninjektion (ICSI) angewendet, um genetisch belastete Eizellen vor der Einnistung (Nidation) auszuschließen.

#### Rechtliche Entwicklung der PID in Österreich
Wie bei der Eizellspende und der Kryokonservierung war auch die PID zum damaligen Zeitpunkt rechtlich nicht ausdrücklich geregelt, weshalb ihre Zulässigkeit umstritten war. Erst mit dem Fortpflanzungsmedizinrechts-Änderungsgesetz (FMedRÄG) von 2015 wurde die PID unter klar definierten Voraussetzungen erlaubt, etwa bei schwerer genetischer Belastung eines oder beider Elternteile oder zur Vermeidung schwerer Erbkrankheiten beim Kind (§ 2a FMedG).

## Kontroversen

### Disziplinarverfahren wegen Plakatkampagne (1999–2002)
Im Jahr 1999 initiierte die von Wilfried Feichtinger und seiner Gattin betriebene „Dr. W. F. GesmbH“ eine Plakataktion, um auf die bevorstehende Übersiedlung des Instituts für Sterilitätsbetreuung in die Lainzer Straße aufmerksam zu machen. Über einen Zeitraum von einem Monat wurden 805 Plakate in mehreren Städten im Osten Österreichs affichiert. Die Sujets zeigten Feichtingers schwangere Frau mit einem Straußenei in der Hand, die auch die Planung und Durchführung der Kampagne verantwortete.
Die Aktion erregte öffentliches Aufsehen und führte zur Einleitung eines Disziplinarverfahrens durch die Ärztekammer. Die Disziplinarkommission verhängte eine bedingte Geldstrafe wegen aufdringlicher Werbung, die von der Berufungskommission bestätigt wurde. Feichtinger bekämpfte die Entscheidung erfolglos vor dem Verfassungsgerichtshof (VfGH). In seinem Erkenntnis vom 24. September 2002 stellte der VfGH fest, dass es sich bei den Plakaten nicht um sachliche Information, sondern um kommerzielle Werbung handle. Die disziplinarrechtliche Verantwortlichkeit Feichtingers als ärztlicher Leiter der Aktion wurde verfassungsrechtlich nicht beanstandet.

### Todesfall nach Follikelpunktion in Baden (2020)
Am 3. Juni 2020 kam es im Wunschbaby Institut Feichtinger Niederösterreich in Baden bei drei Patientinnen im Alter zwischen 31 und 35 Jahren nach Follikelpunktionen unter Vollnarkose zu schweren Komplikationen. Alle drei Frauen entwickelten innerhalb eines Tages Kreislaufprobleme und mussten intensivmedizinisch betreut werden. Eine 32-jährige Patientin verstarb am 5. Juni 2020 an Multiorganversagen nach septischem Schock infolge einer Keimkontamination. Diese war auf die unsachgemäße Lagerung und Wiederverwendung des Narkosemittels Propofol durch den behandelnden Anästhesisten zurückzuführen. Die beiden anderen Frauen fielen ins Koma, konnten sich aber nach längerer Krankenhausbehandlung erholen – sie hatten eine geringere Menge des kontaminierten Narkosemittels erhalten.
Die Ermittlungen richteten sich zunächst gegen Unbekannt, später konkret gegen den Anästhesisten. Dieser hatte eine bereits geöffnete Propofol-Flasche unsachgemäß in seinem privaten Kühlschrank gelagert und erneut verwendet. In der Flasche hatten sich Keime gebildet, die die Infektionen verursachten. Der Arzt gestand den schweren Behandlungsfehler und wurde am 11. August 2022 in zweiter Instanz wegen grob fahrlässiger Tötung und schwerer Körperverletzung zu 16 Monaten Freiheitsstrafe verurteilt, davon fünf Monate unbedingt und elf Monate bedingt.
Die damalige Leiterin des Wunschbaby Instituts in Baden, Nazira Pitsinis, zeigte sich tief betroffen und leitete interne Untersuchungen ein. Diese bestätigten, dass die Klinik selbst die Behandlungen korrekt durchgeführt hatte. In der Folge wurden für mehrere Wochen keine Follikelpunktionen mehr vorgenommen.

## Internationale Tätigkeiten
Während seiner Facharztausbildung an der 2. UFK war Feichtinger im Rahmen eines Forschungsprojekts zur Einführung des österreichischen Mutter-Kind-Passes mehrere Wochen in Lome in Togo (Westafrika) tätig.
Von 1990 bis 1992 wirkte er im Auftrag des österreichischen Bundeskanzleramts an einer wissenschaftlichen Kooperation mit dem sowjetischen Gesundheitsministerium sowie dem Forschungszentrum für Mutter- und Kindergesundheit in Moskau mit.
Im Jahr 1991 gründete er gemeinsam mit seiner Frau und dem ungarisch-amerikanischen Arzt Steven G. Kaáli die ungarische Kinderwunschklinik „Kaáli Intézet“ (Kaáli-Institut) in Budapest. Weitere Niederlassungen folgten in Szeged (1997), Győr (1999) und Debrecen (2003). Feichtinger trug maßgeblich zum Aufbau dieser Zentren bei und förderte die Einführung moderner IVF-Technologien. Für seine Verdienste wurde ihm 2006 das Ritterkreuz des Verdienstordens der Republik Ungarn verliehen. Da sich die Kliniken wirtschaftlich nicht wie erhofft entwickelten, verkaufte er 2008 seine Anteile und zog sich aus dem Klinikverbund zurück.
Feichtinger nahm regelmäßig an internationalen Fachkongressen teil und pflegte enge Kontakte zu Reproduktionsmedizinern im Ausland. Besonders häufig reiste er zu zwei Zentren in Russland, wo er Patientinnen vor Ort betreute und sie auf IVF-Behandlungen in Wien vorbereitete.
Russisch war seine zweite Muttersprache; zudem sprach er fließend Italienisch, Französisch und Englisch.

## Privatleben und Tod
Seit 1990 lebte Feichtinger mit seiner Familie in Perchtoldsdorf bei Wien. Zu seinen Hobbys zählten die Jagd in Prigglitz (Niederösterreich), wo er Präsident des örtlichen Jagdvereins war, sowie das Singen. Neben Wienerliedern widmete er sich später auch dem Operngesang und absolvierte eine entsprechende Ausbildung. Mit Wienerliedern und Opernarien trat er gelegentlich in Heurigenlokalen auf.
In der Nähe des Semmerings betrieb er eine kleine Hobbylandwirtschaft, in der er sehr viel Zeit mit seiner Familie verbrachte und gerne kochte – vor allem russische Küche.
Feichtinger war häufig in den Medien präsent und galt als zugänglicher Ansprechpartner für Journalisten bei fachlichen Fragen zur Reproduktionsmedizin. Den Kontakt zu Zlatan Jovanovic, dem ersten österreichischen IVF-Kind, hielt er über Jahrzehnte aufrecht und feierte dessen runde Geburtstage auch öffentlich.
Er war Mitglied der Österreichisch-Russischen Freundschaftsgesellschaft und konvertierte gegen Ende seines Lebens zum russisch-orthodoxen Glauben.
Nach langer, schwerer Krankheit verstarb er am 3. Juni 2021 im Alter von 70 Jahren an den Folgen einer Krebserkrankung. Er hinterlässt seine Frau Brigitte, sieben Kinder und ebenso viele Enkelkinder. Sein Grab befindet sich auf dem Perchtoldsdorfer Friedhof (Gruppe 11, Nummer 8). Bei seinem Begräbnis sprach ein orthodoxer Priester, und ein Chor sang russische Choräle.

## Nachwirkung
Im November 2023 wurde anlässlich des 40-jährigen Bestehens des Instituts bekannt gegeben, dass seit seiner Gründung mehr als 20.000 Kinder mit Hilfe des Wunschbaby Instituts Feichtinger zur Welt gekommen sind.

## Auszeichnungen
- 1991: Verleihung des Titels a. o. Univ.-Professor durch den Bundespräsidenten der Republik Österreich
- 1996: Verleihung der „Goldenen Schubertnadel“ des Wiener Schubertbundes
- 1997: Ehrenmitgliedschaft der Ungarischen Gesellschaft für Gynäkologie und Geburtshilfe
- 2005: Silbernes Ehrenzeichen für Verdienste um das Land Wien[77]
- 2006: Ritterkreuz des Verdienstordens der Republik Ungarn

## Ausgewählte Publikationen

### Monografien
- Feichtinger, W.; Stanzl, E. (2018): Kinderwunsch und Lebensplan: Chancen und Grenzen der Reproduktionsmedizin: Ein Ratgeber. Orac, Wien. ISBN 978-3-7015-0607-1.
- Feichtinger, W.; Stanzl, E. (2009): Die Unfruchtbarkeitsfalle: Wie es dazu kommen kann, dass man den Zug verpasst. Orac, Wien. ISBN 978-3-7015-0520-3.
- Feichtinger, W.; Reiger, G. (1991): Die Wunschkind-Diät: Junge oder Mädchen. Orac, Wien/München/Zürich. ISBN 978-3-7015-0237-0.

### Herausgeberschaft
- Feichtinger, W.; Kemeter, P. (Hrsg.) (1987): Future Aspects in Human In Vitro Fertilization. Springer, Berlin–Heidelberg. ISBN 978-3-642-71414-6. DOI: 10.1007/978-3-642-71412-2.

### Fachartikel
- Feichtinger, W.; Szalay, S.; Kemeter, P.; Beck, A.; Janisch, H. (1981): In vitro Fertilisierung menschlicher Eizellen sowie Embryotransfer – Erste Ergebnisse an der II. Universitäts‑Frauenklinik Wien. Geburtshilfe und Frauenheilkunde, 41(7), 482–489. DOI: 10.1055/s-2008-1037288, PMID 6911088.
- Feichtinger, W.; Szalay, S.; Kemeter, P.; Beck, A.; Janisch, H. (1982): Zwillingsschwangerschaft nach laparoskopischer Eizellgewinnung, In-vitro-Fertilisierung und Embryotransfer. Geburtshilfe und Frauenheilkunde, 42(3), 197–199. DOI: 10.1055/s-2008-1037262, PMID 6210599.
- Feichtinger, W.; Kemeter, P.; Szalay, S. (1983): The Vienna program of in vitro fertilization and embryo-transfer – a successful clinical treatment. European Journal of Obstetrics & Gynecology and Reproductive Biology, 15(2), 63–70. DOI: 10.1016/0028-2243(83)90174-0, PMID 6409685.
- Feichtinger, W.; Kemeter, P.; Szalay, S. (1984): Organization and computerized analysis of in vitro fertilization and embryo transfer programs. Journal of Assisted Reproduction and Genetics, 1(1), 34–41. DOI: 10.1007/BF01129618, PMID 6242160.
- Kemeter, P.; Feichtinger, W.; Bernat, E. (1987): The Willingness of Infertile Women to Donate Eggs. In: Feichtinger, W.; Kemeter, P. (Hrsg.): Future Aspects in Human In Vitro Fertilization. Springer, Berlin–Heidelberg, S. 145–153. DOI: 10.1007/978-3-642-71412-2_22.
- Feichtinger, W.; Benkö, I.; Kemeter, P. (1987): Freezing Human Oocytes Using Rapid Techniques. In: Feichtinger, W.; Kemeter, P. (Hrsg.): Future Aspects in Human In Vitro Fertilization. Springer-Verlag Berlin Heidelberg, S. 121–130. DOI: 10.1007/978-3-642-71412-2_15.
- Feichtinger, W. (2004): Preimplantation Diagnosis (PGD) – A European Clinician’s Point of View. Journal of Assisted Reproduction and Genetics, 21(1), 15–17. DOI: 10.1023/B:JARG.0000017229.75316.35, PMID 15098818, PMC 3468238 (freier Volltext).

### Beiträge in Sammelbänden
- Feichtinger, W.; Kemeter, P. (1985): Über die In‑vitro‑Fertilisierung. In: Bernat, E. (Hrsg.): Lebensbeginn durch Menschenhand: Probleme künstlicher Befruchtungstechnologien aus medizinischer, ethischer und juristischer Sicht. Leykam, Graz. S. 59–71. ISBN 3-7011-8956-0.